# Federico Piovaccari
Federico Piovaccari (ur. 1 września 1984 w Gallarate) – włoski piłkarz, grający na pozycji napastnika w hiszpańskim klubie Rayo Vallecano.

## Kariera sportowa
Jest wychowankiem Aurory Pro Patria, z której w 2003 roku trafił do Interu Mediolan. Z klubem z San Siro związany był przez następne 4 lata, lecz nie rozegrał ani jednego oficjalnego spotkania w jego barwach, będąc nieustannie wypożyczany do klubów z niższych lig (jak Vittoria, San Marino oraz Triestina). Po rozwiązaniu kontraktu z Nerazzurri związał się z Treviso, następnie bronił barw Ravenny oraz AS Cittadella. Szczególnie w ostatniej z wymienionych drużyn prezentował wyborną skuteczność. Został królem strzelców Serie B w sezonie 2010/11 z 23 trafieniami w 39 występach. Po sukcesie tym został wykupiony przez pierwszoligową wówczas Sampdorię i do dziś pozostaje - teoretycznie - jej zawodnikiem. Na Stadio Luigi Ferraris rozegrał 17 spotkań i zdobył zaledwie 2 gole. Od 2012 jest konsekwentnie wypożyczany - spędził pewien okres w Brescii, Novarze oraz Grosseto.
W lipcu 2013 roku po raz pierwszy przeniósł się poza Italię i na zasadzie wypożyczenia z opcją pierwokupu trafił do ówczesnego mistrza Rumunii, Steauy Bukareszt. W debiutanckim sezonie pomógł swojemu nowemu klubowi w awansie do fazy grupowej Ligi Mistrzów 2013/14. Był bohaterem dwumeczu Steaua - Legia Warszawa, decydującego o kwalifikacji do tych elitarnych rozgrywek. Zdobył ważne bramki zarówno w Bukareszcie, jak i w stolicy Polski.